# Земля Королевы Елизаветы
Земля Королевы Елизаветы (англ. Queen Elizabeth Land) — часть Британской антарктической территории, расположенная между морем Уэдделла и Южным полюсом.

## История
Земля Королевы Елизаветы  была названа так 18 декабря 2012 года во время визита королевы Елизаветы II в Министерство иностранных дел Великобритании в ознаменование её 60-летнего пребывания на британском троне.

## Описание
Площадь Земли Королевы Елизаветы составляет 437 000 км². Она представляет собой треугольный сегмент Антарктики, одна вершина которого расположена на Южном полюсе. На севере она граничит с шельфовым ледником Ронне и шельфовым ледником Фильхнера, на северо-востоке — с Землёй Котса, а на востоке — с Землёй Королевы Мод. На западе Земля Королевы Елизаветы отграничена от Земли Элсуэрта линией, связывающей Южный полюс с ледовым потоком Рутфорда к востоку от острова Констеллейшн. Центр Земли Королевы Елизаветы на протяжении 450 км с северо-востока на юго-запад пересекают горы Пенсакола, открытые в январе 1956 года. Земля будет указываться на всех британских картах.

## Реакция Аргентины
Аргентина выразила протест по поводу «провокационных» притязаний Великобритании на именование территории, часть которой совпадает с Аргентинской Антарктикой, на которую претендует Аргентина. Однако и аргентинские, и британские территориальные претензии по Договору об Антарктике с 1961 года бессрочно заморожены.

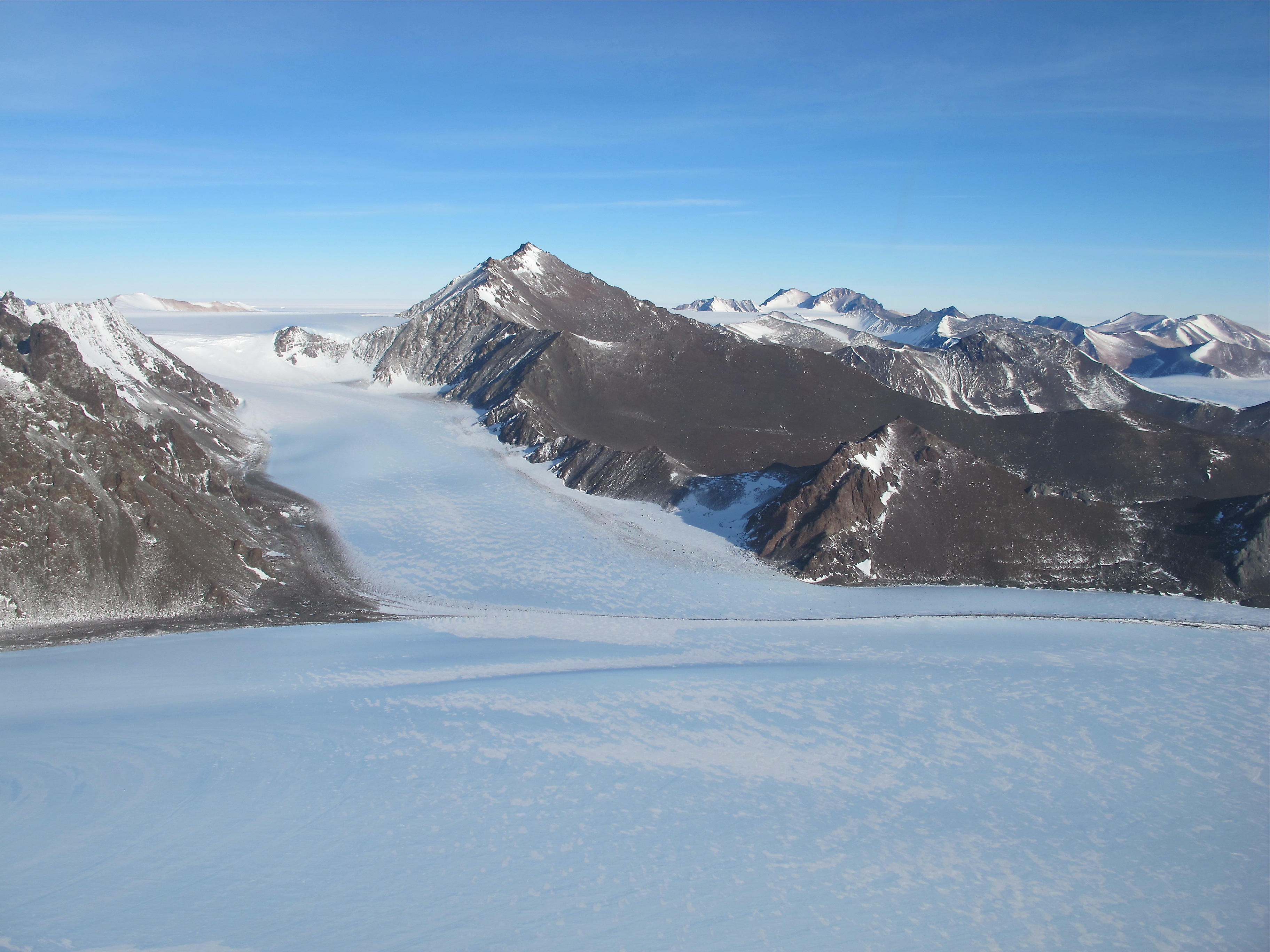
Ледник, спускающийся с гор Пенсакола к шельфовому леднику Фильхнера.